# Grady Diangana
Grady Diangana (ur. 19 kwietnia 1998 w Lubumbashi) – angielski piłkarz występujący na pozycji pomocnika w West Bromwich Albion.